# Aït Aggouacha
Aït Aggouacha é uma cidade e comuna localizada na província de Tizi Ouzou, no norte da Argélia.